# The Conjuring 2
The Conjuring 2 (bra: Invocação do Mal 2; prt: The Conjuring 2: A Evocação) é um filme estadunidense de terror sobrenatural de 2016, dirigido por James Wan. O roteiro é de Chad Hayes, Carey W. Hayes, Wan e David Leslie Johnson. É a sequência de The Conjuring de 2013, sendo também a segunda parte da série The Conjuring e a terceira da franquia The Conjuring Universe. Patrick Wilson e Vera Farmiga repetem seus papéis como os investigadores paranormais Ed e Lorraine Warren do primeiro filme. Baseado em fatos reais, The Conjuring 2 segue os Warren enquanto eles viajam para a Inglaterra para ajudar a família Hodgson, que está vivenciando atividades poltergeist em sua council house localizada em Enfield em 1977 (episódio este que, mais tarde, ficou conhecido como o Poltergeist de Enfield).
Em julho de 2013, antes do lançamento do primeiro filme, foi relatado que a New Line Cinema já estava desenvolvendo uma sequência com Farmiga e Wilson contratados para reprisar seus papéis. Em outubro de 2014, foi anunciado que Wan retornaria para dirigir a sequência e faria sua primeira contribuição como escritor da franquia. As filmagens começaram em setembro de 2015 em Los Angeles e foram concluídas em dezembro do mesmo ano em Londres.
O filme teve sua estreia mundial no TCL Chinese Theatre em 7 de junho de 2016 e foi lançado nos cinemas dos Estados Unidos em 10 de junho de 2016, pela Warner Bros. Recebeu críticas geralmente positivas dos críticos e arrecadou mais de US$ 320 milhões nas bilheterias de todo o mundo. Uma prequela spin-off, The Nun, foi lançada em setembro de 2018, e uma sequência, The Conjuring: The Devil Made Me Do It, foi lançada em junho de 2021.

## Enredo
O filme começa com os investigadores paranormais Ed e Lorraine Warren documentando uma casa em Amityville, em 1976, para determinar se uma presença demoníaca foi realmente responsável por Ronald DeFeo Jr. assassinar sua família em 13 de novembro de 1974. Durante uma sessão espírita, Lorraine é desenhada em uma visão em que ela revive os assassinatos e descobre uma figura de freira demoníaca, antes de ver Ed sendo fatalmente empalado. Depois de uma luta, Ed é capaz de quebrá-la para fora da visão. Um ano mais tarde, em 1977, a família Hodgson começa a descobrir ocorrências estranhas dentro de sua casa em Enfield, norte de Londres. Janet, a segunda mais velha de quatro filhos, é vista com sonambulismo e conversando em seus sonhos com uma entidade que insiste que a casa é dela. Eventualmente, todos os irmãos da casa e sua mãe Peggy testemunham eventos paranormais que ocorrem bem diante de seus olhos, forçando-os a procurar refúgio com os seus vizinhos. Qrealia tenta entrevistar os Hodgsons, Janet é possuído pelo espírito de Bill Wilkins, um homem mais velho que já viveu e morreu em casa, e que quer reivindicar seu território. Como Janet começa a mostrar mais sinais de possessão demoníaca, a história eventualmente atinge os Warren, que são convidados a ajudar a Igreja local na investigação. Lorraine, com medo de sua visão da morte de Ed se tornar realidade, avisa para não se envolver muito no caso, e relutantemente concorda em viajar para Londres.
Enquanto permanecem na residência Hodgson, Ed e Lorraine consultam outros investigadores paranormais, incluindo Maurice Grosse e Anita Gregory, sobre a legitimidade do caso. Eles também tentam se comunicar com o espírito de Wilkins, na esperança de convencê-lo a parar de molestar a família. Uma noite, depois de testemunhar Janet sendo possuída, Gregory apresenta evidências de vídeo de Janet propositadamente destruindo a cozinha como se fosse uma brincadeira. Ed e Lorraine são então convencidos a deixar a família por conta própria, mas logo descobrem que o espírito de Wilkins é de apenas um peão, sendo manipulado para assombrar Janet, enquanto o verdadeiro mandante é o espírito demoníaco que tem assombrado Lorraine em suas visões. Ed e Lorraine voltam para a residência Hodgson, apenas para encontrar Janet sendo possuída mais uma vez e o resto dos Hodgsons bloqueado fora da casa. Um raio atinge uma árvore perto da casa, deixando um toco irregular assemelhando-se ao objeto que havia empalado Ed na visão de Lorraine. Ed fica preso dentro da casa sozinho, e encontra Janet de pé perto da janela, pronto para saltar sobre a árvore e cometer suicídio. Ele consegue pegar Janet a tempo, mas encontra-se segurando em uma cortina que está sendo arrancada de seus anéis por ele e Janet como peso. Lorraine lembra que ela escreveu o nome do demônio - Valak - em sua Bíblia durante a sua visão em sua casa, quando perguntou seu nome em Amityville. Ela entra na casa e confronta Valak, abordando-o pelo nome e com sucesso condenando-o de volta para o inferno. Janet é libertada de sua posse, e Lorraine puxa ela e Ed de volta.
Um texto epílogo revela que Peggy viveu o resto de sua vida naquela casa e morreu em 2003, sentado na mesma cadeira em que Wilkins tinha morrido 40 anos antes. Ao voltar para casa, Ed acrescenta um item à sua coleção - "The Crooked Man" (O Homem Torto, no Brasil), o zootropo propriedade da filha mais nova de Peggy - colocando-o próximo a caixa de música de April (a filha mais nova dos Perron no primeiro filme e uma boneca). O casal então dança "Can't Help Falling in Love", de Elvis Presley.

## Elenco
| Ator/Atriz       | Personagem       |
| ---------------- | ---------------- |
| Patrick Wilson   | Ed Warren        |
| Vera Farmiga     | Lorraine Warren  |
| Frances O'Connor | Peggy Hodgson    |
| Madison Wolfe    | Janet Hodgson    |
| Lauren Esposito  | Margaret Hodgson |
| Benjamin Haigh   | Billy Hodgson    |
| Patrick McAuley  | Johnny Hodgson   |
| Bonnie Aarons    | Valak            |
| Bob Adrian       | Bill Wilkings    |
| Shannon Kook     | Drew Thomas      |
| Sterling Jerins  | Judy Warren      |
| Simon McBurney   | Maurice Grosse   |
| Steve Counter    | Padre Gordon     |
| Maria Kennedy    | Peggy Nottimgham |
| Simon Delaney    | Vic Nottimgham   |
| Javier Botet     | O Homem Torto    |
| Chris Royds      | Graham Morris    |

### Dublagem brasileira
- Estúdio de dublagem: Delart[4]

## Produção

### Desenvolvimento
Em julho de 2013, antes do lançamento de The Conjuring, a Variety informou que a New Line Cinema já estava nos primeiros estágios de desenvolvimento de uma sequela, após as sessões de teste positivas e comentários do primeiro filme. O roteiro inicial para a continuação foi para os escritores de The Conjuring, Chad e Carey Hayes e o diretor James Wan, que foi revisto por Eric Heisserer. Foi relatado em janeiro de 2015 que David Leslie Johnson havia sido convocado para fornecer um roteiro adicional. O filme lida com o caso de Enfield Poltergeist, que teve lugar no bairro londrino de Enfield 1977-1979, e envolvia a suposta assombração de duas irmãs, com idades entre 13 e 11, na casa de conselho de sua mãe.

### Pré-produção
Em julho de 2013, foi relatado que Vera Farmiga e Patrick Wilson tinham assinado para reprisar seus papéis de Ed e Lorraine Warren de The Conjuring. Isto foi confirmado em fevereiro de 2014. Em 21 de outubro, de 2014, foi anunciado que James Wan voltaria a dirigir a continuação, e a produção começaria no verão (do hemisfério norte, que começa em 21 de junho) de 2015. Em 2015 de março, Wan viajou para Londres para visitar os locais. No início de julho de 2015, os atores principais Farmiga e Wilson visitaram Lorraine Warren no New England Paranormal Research Center em preparação para seus papéis. Em 28 de julho de 2015, Wan começou oficialmente a pré-produção para o filme. Em agosto de 2015, foi concedido 5,6 milhões de dólares em créditos tributários da California Film Commission para trazer a produção do filme para o estado. Devido à uma série de eventos inexplicáveis que aconteceram durante a produção do primeiro filme, um padre da Arquidiocese de Santa Fé foi trazido ao estúdio pelos produtores para abençoar o cenário, a equipa e o elenco do novo filme.

### Pós-produção
O filme foi gravado com Arri Alexa XT (câmera que grava entre 2 e 3.2K) e depois convertido em resolução 4K, para ser transmitida nos cinemas adaptados com esta resolução. O site realorfake4k.com chamou o trabalho desta resolução no filme de "falso", pois trabalhou na pré-produção com a resolução 2K e na pós-produção aumentou virtualmente para alcançar 4K.

## Distribuição

### Comercialização
Em dezembro de 2015, a Entertainment Weekly divulgou a primeira imagem do filme, introduzindo o personagem interpretado por Madison Wolfe. Em 6 de janeiro de 2016, James Wan postou um clipe de provocação às suas contas de mídia social, revelando que o primeiro trailer oficial que iria estrear no dia seguinte. Também em 6 de janeiro, o Yahoo! Movies lançou exclusivamente dois stills do filme, com Vera Farmiga e Patrick Wilson.

### Lançamento
The Conjuring 2 foi originalmente programado para ser lançado em 23 de outubro de 2015, mas em outubro de 2014, a Warner Bros. retirou o filme da programação e definiu o filme para 2016, com data de lançamento não especificado. Em 11 de novembro de 2014, a data de lançamento do filme foi movida para 10 de junho de 2016, definindo-o para uma estreia de verão (no hemisfério norte) como o seu antecessor. Teve sua estreia mundial no tapete vermelho no TCL Chinese Theatre em 7 de junho de 2016, como parte do programa do Festiva de Filmes de Los Angeles, três dias antes de sua liberação em larga escala.
Em 17 de junho, um homem de 65 anos morreu de um infarto agudo do miocárdio ao assistir ao filme em um cinema em Tiruvannamalai, na Índia.

## Recepção

### Comercial
The Conjuring 2 arrecadou US$ 102,5 milhões nos Estados Unidos e Canadá e US$ 217,9 milhões em outros territórios, perfazendo um total mundial de US$ 320,4 milhões. Embora tenha ganhado menos na América do Norte do que o primeiro filme, teve um melhor desempenho internacional geral, ganhando 0,5% a mais que o filme original. Foi o filme de terror de maior bilheteria do ano e o segundo filme de terror de maior bilheteria geral de todos os tempos, atrás apenas de O Exorcista, de 1973 (US$ 441,3 milhões). Foi parcialmente creditado pelo sucesso do filme de terror Lights Out, que foi lançado um mês depois também pela Warner. O Deadline Hollywood calculou o lucro líquido do filme em US$ 98,3 milhões, considerando todas as despesas e receitas do filme, tornando-o o 14º lançamento mais lucrativo de 2016.
No Brasil, se tornou a maior estreia de um filme de terror de todos os tempos.

### Crítica
No Rotten Tomatoes o filme tem um índice de aprovação de 80% com base em 254 avaliações, com nota média de 6,70/10; o consenso crítico do site diz: "The Conjuring 2 pode deixar perder um pouco da dor fria de seu antecessor pela familiaridade, mas o que resta ainda é uma história de fantasma superior contada com habilidade arrepiante". No Metacritic, o filme tem a pontuação de 65/100, com base em 38 críticos, indicando "críticas geralmente favoráveis". O público entrevistado pelo CinemaScore deu ao filme uma nota média "A−" em uma escala de "A+" a "F", a mesma pontuação obtida por seu antecessor.
Em sua crítica para o The Hollywood Reporter, Sheri Linden elogiou o filme, dizendo: "Três anos depois de The Conjuring abalar os multiplexs com o terror da velha escola, o diretor James Wan aumenta a aposta com uma excelente sequência". Owen Gleiberman da Variety deu ao filme uma crítica mista, escrevendo: "Em um nível, The Conjuring 2 é apenas um filme de diversão 'megaplex' nada ruim, nem mais nem menos, mas em outro nível oferece aos seus fãs em potencial uma ajuda de segurança para acompanhar o medo. Se existem demônios ou fantasmas por aí, então Deus deve estar lá também. O público, como foi comprovado há muito tempo, pagará para ver os dois".
Em uma crítica mista, Chris Nashawaty da revista Entertainment Weekly deu ao filme uma nota B−, escrevendo: "Existem alguns sustos sólidos (Wan é muito talentoso na arte sombria da manipulação para não fazer você pular algumas vezes), mas não há nada a par da brilhante cena de esconde-esconde do primeiro filme com Lili Taylor. Jacob Wilkins do jornal independente The Cavalier Daily elogiou o filme, chamando Wan de "mestre do terror" e comentou que o filme era "fresco, original e perturbador". Pete Hammond do Deadline Hollywood escreveu que ficou "agradavelmente surpreso" com a sequência e com o que Wan conseguiu com o filme, afirmando: "Wan conhece os truques desse comércio (efeitos sonoros aumentados, móveis em movimento, cantos escuros) mas de alguma forma milagrosamente ele realmente dá um novo toque a tudo aqui. É algo fascinante, mesmo que em um ambiente cinematográfico familiar", dizendo ainda que The Conjuring 2 "é um filme e tanto”.

## Legado

### Sequência
Antes da estreia mundial do filme, Wan declarou sobre uma potencial sequência: "Poderia haver muitos mais filmes The Conjuring, porque os Warren tem tantas histórias". Os roteiristas Chad e Carey Hayes também manifestaram interesse em trabalhar em uma história para outra sequência. No entanto, Wan afirmou que ele pode ser incapaz de dirigir o filme, devido aos seus compromissos com outros projetos. Ele afirmou ao Collider.com, "Assumindo que temos a sorte de ter um terceiro capítulo, há outros realizadores que eu adoraria a sorte de continuar no mundo de The Conjuring, se tivermos sorte o suficiente". Wan também declarou que, se um terceiro filme fosse feito, seria ideal ter um lugar em 1980 e no estilo do filme O Lobisomem, se for abordado o caso dos Warren sobre o lobisomem.

### Spin-off do filme
Em 15 de junho de 2016, foi relatado que um spin-off chamado The Nun, enfocando a personagem Valak em forma de "Freira Demoníaca", estava em desenvolvimento com Johnson escrevendo o roteiro. Wan e Safran estão definidas para produzir.